# Maria Mena
Maria Viktoria Mena (n. 19 februarie 1986 în Lørenskog) este o cântăreață, compozitoare și textieră norvegiană. Ea și-a făcut debutul discografic în anul 2002, iar până în prezent a lansat șase albume de studio, cel mai recent fiind Viktoria (2011).

## Discografie
- Another Phase (2002)
- Mellow (2004)
- White Turns Blue (2004)
- Apparently Unaffected (2005)
- Cause and Effect (2008)
- Viktoria (2011)